# Alfred Reisinger
Alfred Reisinger (* 4. Februar 1949 in Straubing) ist ein deutscher Politiker (CSU). Er war von 2002 bis 2014 Landrat des Landkreises Straubing-Bogen in Niederbayern.

## Ausbildung
Nach Abschluss der Mittleren Reife trat er beim Landratsamt Straubing-Bogen in die Kommunalverwaltung ein. Bis zum Jahr 1977 absolvierte er das Studium zum Dipl.-Verwaltungswirt (FH) an der Bayerischen Beamtenfachhochschule. Über lange Jahre war er als Wirtschafts- und Fremdenverkehrsreferent beim Landkreis Straubing-Bogen tätig.

## Politische Laufbahn
Von 1984 bis 2002 gehörte er dem Gemeinderat Aiterhofen an und war von 1996 bis 2002 Mitglied des Kreistags Straubing-Bogen. Im Jahr 1994 zog Alfred Reisinger als Direktabgeordneter des Stimmkreises Straubing in den Bayerischen Landtag ein und war Mitglied im Ausschuss für Kommunale Fragen und Innere Sicherheit sowie im Ausschuss für Landesentwicklung und Umweltfragen. Am 3. März 2002 wurde Reisinger mit 68,2 Prozent der gültigen Stimmen bei drei Gegenkandidaten zum Landrat des Landkreises Straubing-Bogen gewählt. Am 1. Mai 2002 trat er dieses Amt an. 2008 wurde Reisinger mit 72,72 % im Amt bestätigt. 2014 konnte er sich wegen der Altersgrenze von 65 Jahren nicht erneut bewerben.
Alfred Reisinger war Mitglied der 13. Bundesversammlung zur Wahl des deutschen Bundespräsidenten am 23. Mai 2009.

## Einzelnachweis
1. ↑  Liste der Mitglieder der 13. Bundesversammlung aus den Ländern (Memento vom 11. Juni 2009 im Internet Archive) – bundestag.de, Stand: 8. Mai 2009

| Personendaten    | Personendaten             |
| ---------------- | ------------------------- |
| NAME             | Reisinger, Alfred         |
| KURZBESCHREIBUNG | deutscher Politiker (CSU) |
| GEBURTSDATUM     | 4. Februar 1949           |
| GEBURTSORT       | Straubing                 |